# 樂高粉絲

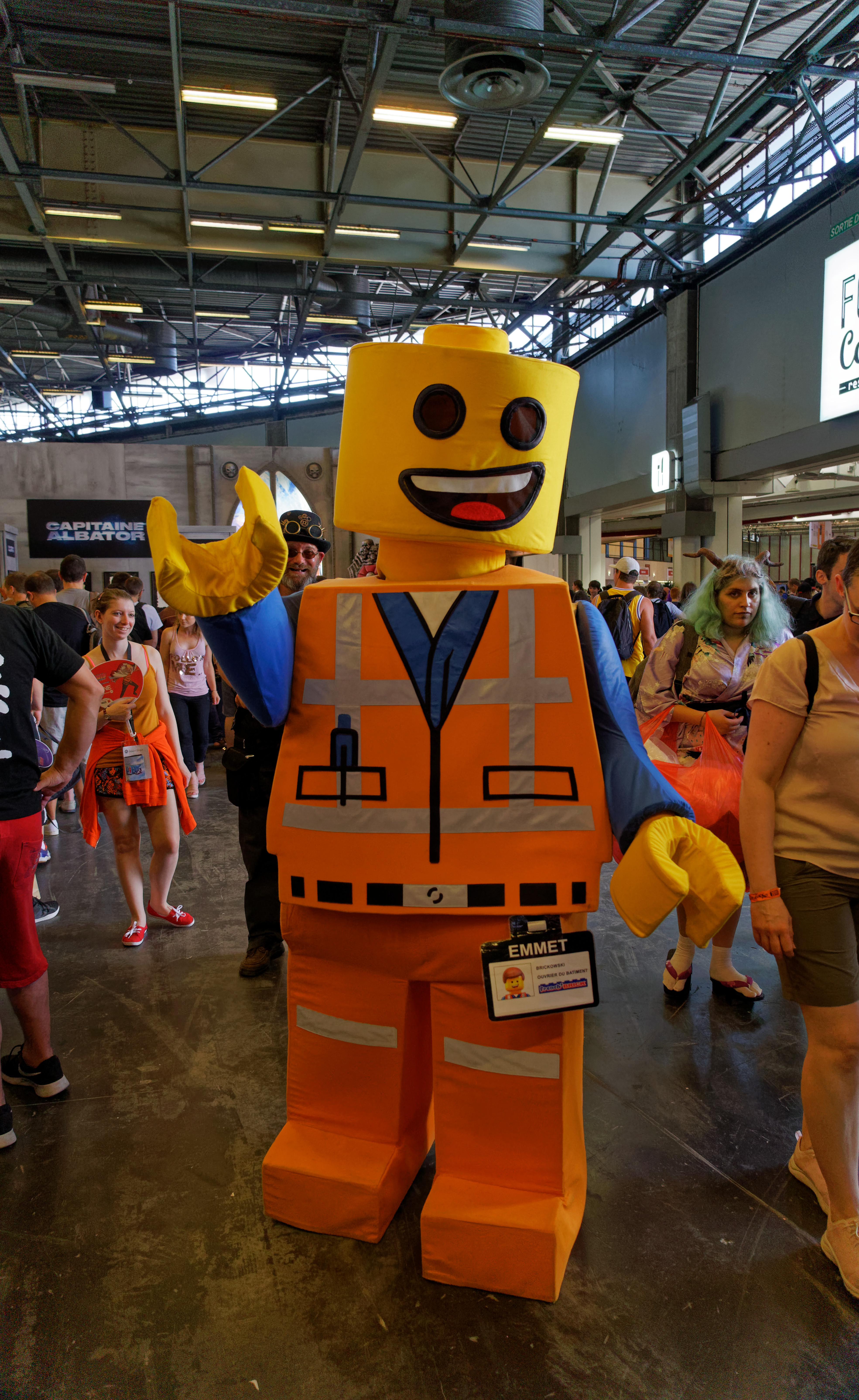
樂高人物的Cosplay

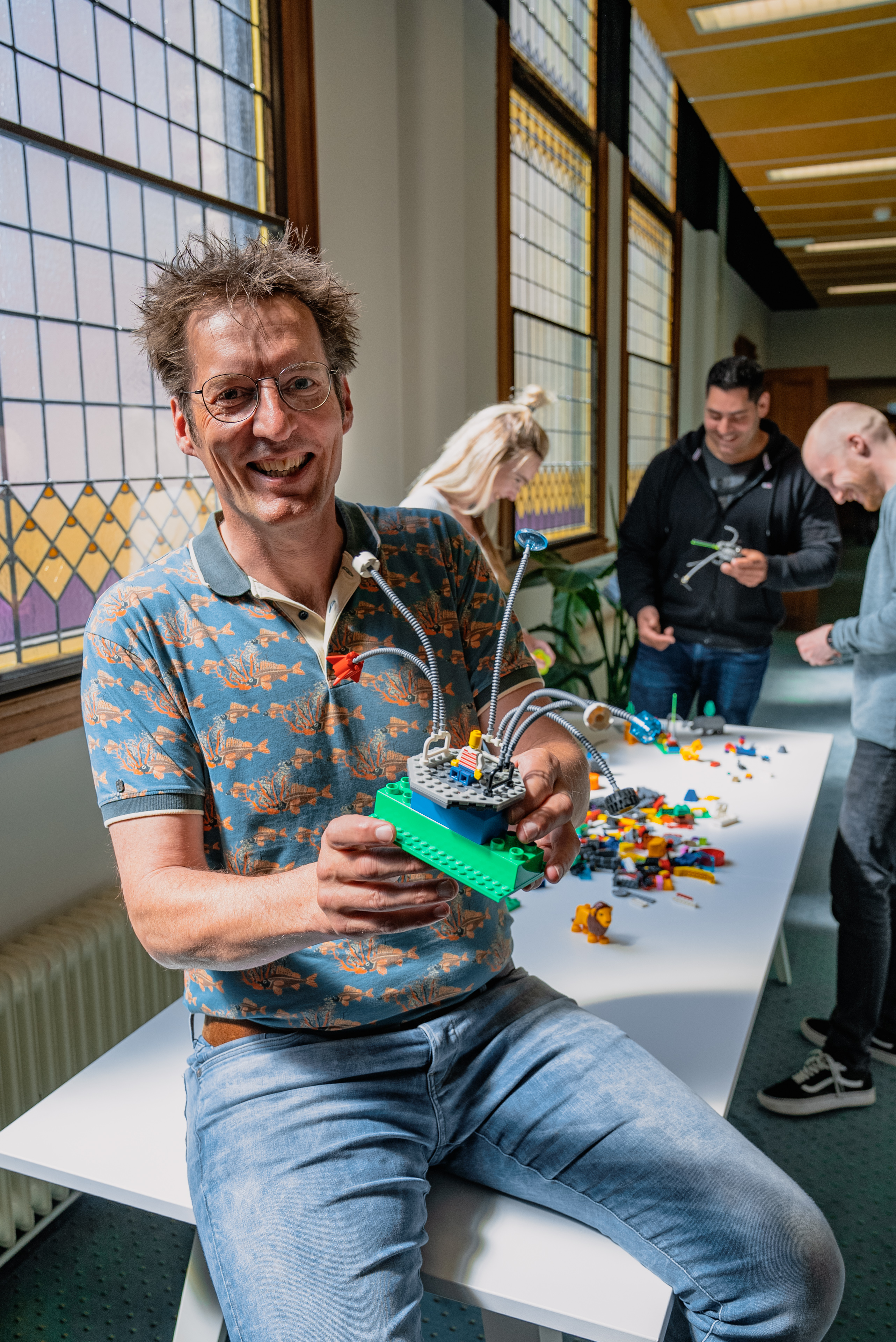
一名參加樂高活動的AFOL

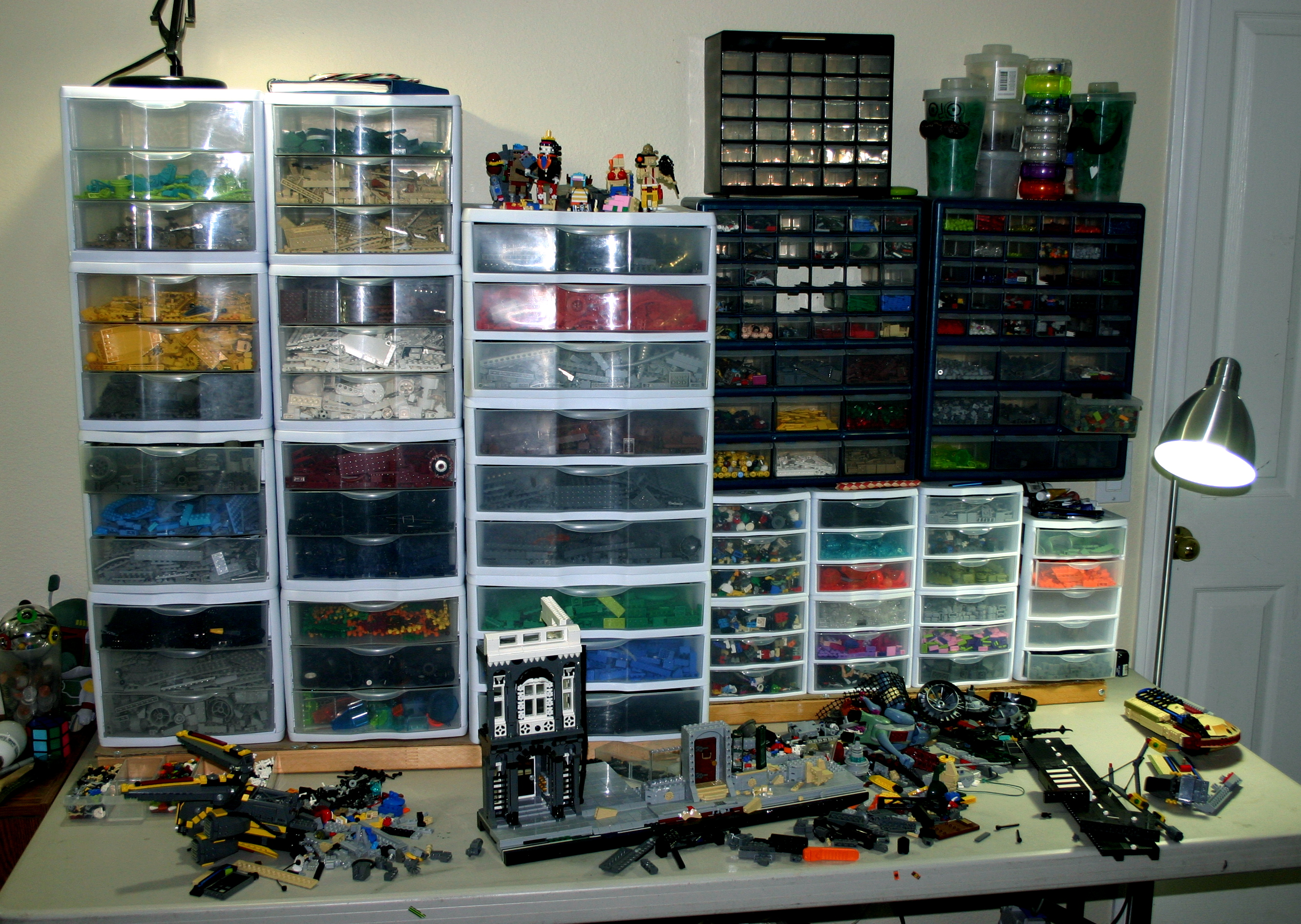
樂高粉絲的工作區

樂高粉絲（英語：Lego fandom）係圍繞樂高玩具存在的粉絲文化。:164:248－249
即便樂高主要被視為兒童玩具，其粉絲圈仍存在相當數量的成人粉絲（AFOL）。:119

## 成人粉絲
樂高玩具的成人粉絲通常被稱作AFOL（adult fans of Lego）。:221:227需多AFOL會設計複雜的樂高模型（被稱作MOC「My Own Creation」），搭配電腦軟體LDraw和MLCAD進行規劃和模擬。此類作品通常會於各種活動中公開展示，部分作品亦引起媒體關注，如樂高認證專家（Lego Certified Professional, LCP）肖恩·肯尼歷時三年製作的洋基體育場模型，尺寸為6英尺（1.8）寬和5英尺（1.5）長，由45,000塊積木組成，以及馬克·博拉塞（Mark Borlase）的星際大戰霍斯行星模型，使用60,000塊積木歷時四年完成。:123－124其他許多AFOL亦擁有各自專門的「樂高房」（Lego rooms）。 :124
更加熱衷的樂高粉絲除了設計模型外，亦會參加樂高大會、線上樂高社群，抑或是進行Cosplay、撰寫同人小說和創作愛好者藝術。:248-249
大型的AFOL活動包括Brickworld、BrickFair和Bricks by the Bay等。:123
部分AFOL自我認同為「極客」或「Nerd」。:1232010年代中期的美國，大部分AFOL為20－30多歲、受過高等教育的白人男性，後來隨時間推移，許多人在樂高玩具的陪伴下成長為中年或老年人，AFOL社群的平均年齡逐漸上升。:121－122AFOL通常於兒時玩過樂高模型，在成年後重新發覺這一愛好。:123, 125
樂高集團將AFOL社群視為重要的客戶，定期舉行若干個聯繫粉絲社群間的活動。:xxvi某些樂高模型也主要是面向成人粉絲而設計。